# 萊克阿赫河
47°27′34.5″N 9°59′48″E / 47.459583°N 9.99667°E

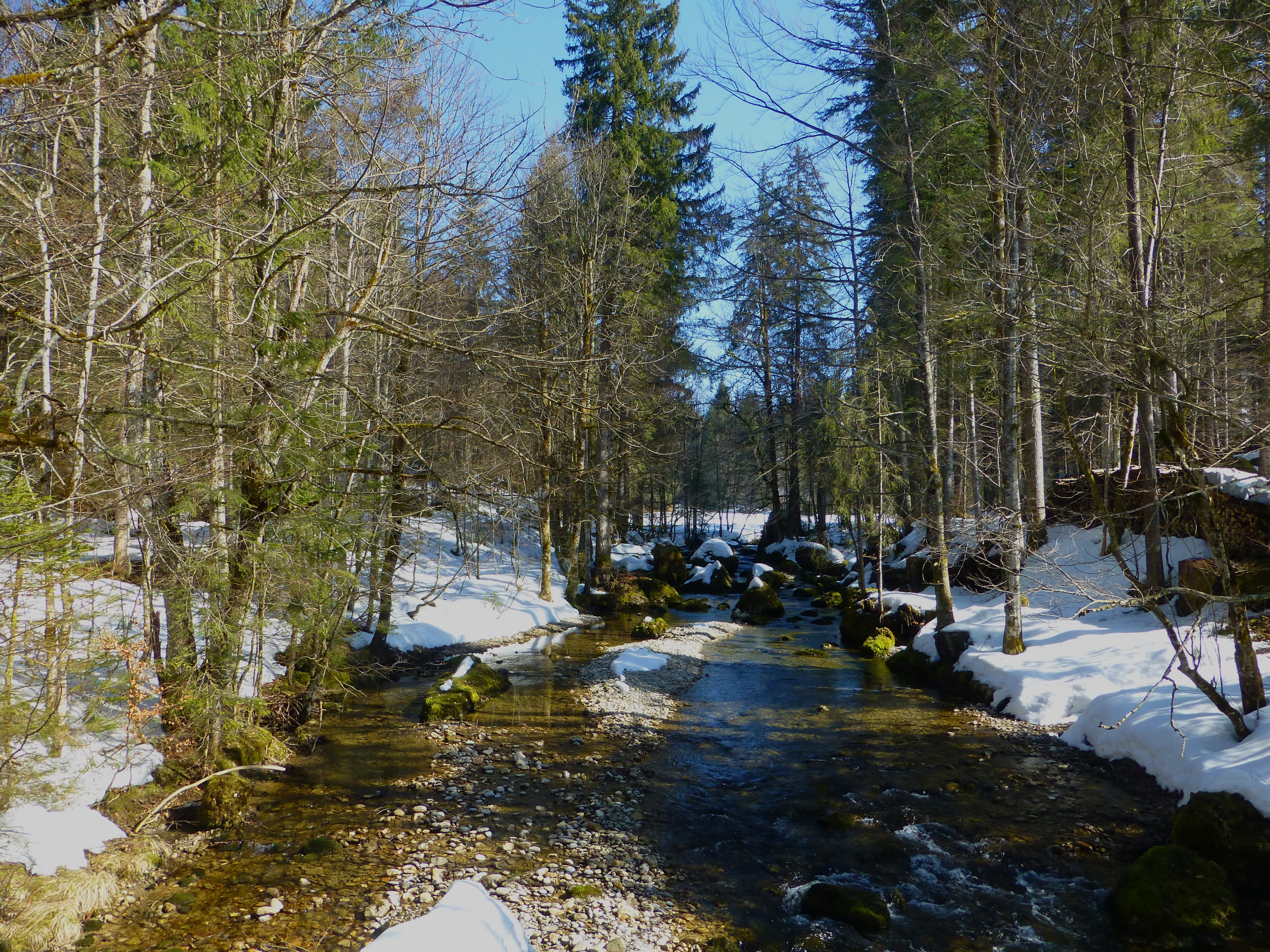

萊克阿赫河（德語：Leckner Ach），是德國的河流，位於該國東南部，由巴伐利亞負責管轄，屬於博爾格納赫河的右支流，河道全長9公里，河口處在希蒂紹以東。